# Urluiești
Urluiești – wieś w Rumunii, w okręgu Ardżesz, w gminie Cepari. W 2011 roku liczyła 299 mieszkańców.